# Mehdi Moinzadeh

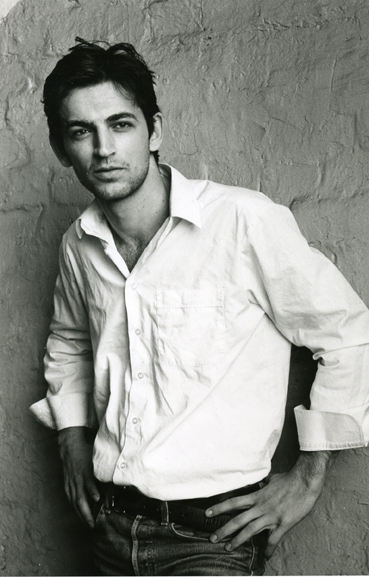
Mehdi Moinzadeh

Mehdi Moinzadeh (* 20. Februar 1978 in Hamadan, Iran) ist ein Schauspieler, Autor und Regisseur.

## Leben
Moinzadeh ist der Sohn des Schauspielers Ghorban Moinzadeh und der Malerin Chatoun Karimi.
Im Alter von zehn Jahren zog er mit seinen Eltern und Geschwistern nach Deutschland. In Bruchsal besuchte er die Grund- und Oberschule und spielte neben seinem Vater im Ensemble der Badischen Landesbühne. Nach seinem Schulabschluss trat er mit siebzehn Jahren seine dreijährige Schauspielausbildung an der Otto-Falckenberg-Schule in München an. 
Er spielte u. a. am Münchner und Wiener Volkstheater und an den Münchner und Hamburger Kammerspielen. Nach seiner Ausbildung wirkte er in zahlreichen Kino- und Fernsehfilmen mit. Von 2003 bis 2005 wurde er als erster Iraner im Kieler Tatort als Ermittler Alim Zainalow neben Axel Milberg besetzt (Tatort: Väter). 2009 wirkte Mehdi Moinzadeh in dem Kinofilm Women Without Men unter der Regie von Shirin Neshat mit. 
Neben der Schauspielerei schreibt Mehdi Moinzadeh Drehbücher, führt Regie und inszeniert seit 2008 am Theater in Berlin. Er ist außerdem Mitbegründer und geschäftsführender Gesellschafter der 2010 gegründeten Berliner Film- und Theaterproduktion Little Black Fish UG.
Seit 2021 ist er festes Ensemblemitglied am Düsseldorfer Schauspielhaus.

## Filmografie (Auswahl)
- 2000: Honolulu
- 2003: Tatort: Väter
- 2004: Tatort: Schichtwechsel
- 2004: Tatort: Stirb und werde
- 2005: Tatort: Schattenhochzeit
- 2005: Tatort: Borowski in der Unterwelt
- 2006: Tatort: Sternenkinder
- 2009: SOKO Leipzig – Aysha
- 2009: Schnell ermittelt – Iris Litani
- 2011: Alarm für Cobra 11 – Die Autobahnpolizei – Familienangelegenheiten
- 2014: Notruf Hafenkante – Die Außenseiterin
- 2015: Notruf Hafenkante – Vergessene Wahrheit
- 2017: Auf der Suche nach Oum Kulthum (Looking for Oum Kulthum)
- 2024: Sans Tête

## Hörspiele
- 2014: Sonallah Ibrahim/Samir Nasr: Kairo, 11. Februar (Sonallah – jung) – Regie: Samir Nasr (Hörspielpreis Premios Ondas – RBB)